# وزارة المالية (الهند)
وزارة المالية (بالألفبائيَّة الدوليَّة السنكسريتيَّة: Vitta Maṃtrālaya) هي وزارة تابعة لحكومة الهند تهتم بتدبير سياسات الموازنة والمالية العامة لاقتصاد الهند، وتعمل كخزانة للبلاد. على وجه الخصوص، تهتم بالضرائب، والتشريعات المالية، والمؤسسات المالية، وأسواق رأس المال، والمالية المركزية.
وزارة المالية هي السلطة المسيطرة العليا على أربع خدمات مدنية مركزية وهي دائرة الإيرادات الهندية، وخدمة التدقيق والحسابات الهندية، والخدمة الاقتصادية الهندية، وخدمة الحسابات المدنية الهندية. وهي أيضًا السلطة المسيطرة العليا لإحدى خدمات التجارة المركزية وهي خدمة حسابات التكلفة والإدارة الهندية.
وزيرة المالية الحالية هي نيرمالا سيترامان.

## التاريخ
يُعتبر راماسامي تشيتي (17 أكتوبر 1892 - 5 مايو 1953) أول وزير مالية في الهند المستقلة. حيث قدم أول ميزانية للهند المستقلة في 26 نوفمبر 1947.

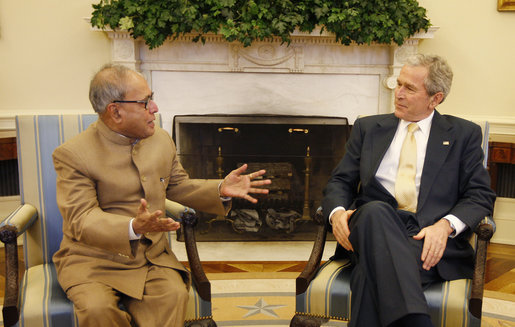
براناب موخرجي، وزير المالية الهندي السابق مع الرئيس الأمريكي الأسبق جورج دبليو بوش.

## أنظر أيضا
- اقتصاد الهند

## روابط خارجية
- وزارة المالية
- الصفحة الرسمية على الفيسبوك لوزارة المالية
- دائرة ضريبة الدخل
- المجلس المركزي للضرائب والجمارك